# NGC 7373
NGC 7373 (другие обозначения — PGC 69688, ZWG 379.4) — линзообразная галактика (S0) в созвездии Пегас.
Этот объект входит в число перечисленных в оригинальной редакции «Нового общего каталога».